# 3-甲基-3-戊醇
3-甲基-3-戊醇（英語：3-Methyl-3-pentanol，IUPAC名：3-methylpentan-3-ol）是一种叔醇类的有机化合物，可用于镇静剂依米氨酯的合成

## 合成
3-甲基-3-戊醇可通过乙基溴化镁与乙酸甲酯发生格利雅反应合成（以乙醚或四氢呋喃为溶剂）
也可通过乙基溴化镁和丁酮在类似条件下生成。